# Yā'
| verbundene Formen |            |            |
| ـي                | ـيـ        | يـ         |
| von rechts        | beidseitig | nach links |

Yā' in isolierter Form

Yā'  (arabisch ياء, DMG Yāʾ) ist der 28. Buchstabe des arabischen Alphabets. Er ist aus dem phönizischen Jod hervorgegangen und dadurch mit dem lateinischen I (und somit auch J), dem griechischen Iota und dem hebräischen Jod verwandt. Ihm ist der Zahlenwert 10 zugeordnet.

## Lautwert und Umschrift
| verbundene Formen mit Hamza |            |            |
| ـئ                          | ـئـ        | ئـ         |
| nach rechts                 | beidseitig | nach links |

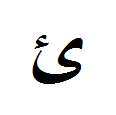
Yā' mit Hamza darüber

Das Yā' ist einer der beiden Halbkonsonanten des Arabischen. Je nach Wort steht es für einen Konsonanten oder dient der Vokallängung.
- Als Konsonant entspricht das Yā' dem J in „Julius“ und dem „Y“ in „Yacht“. Es wird in der DMG-Umschrift mit „y“ wiedergegeben;
- Als Zeichen für die Vokallängung steht Yā' für das geschlossene (=„lange“) I wie in „Ida“, als Längung des kurzen i (Kasra). Es wird in der DMG-Umschrift dann als „i“ mit einem Strich darüber wiedergegeben (ī).

Des Weiteren kann Yā' als Trägervokal für das Hamza dienen, wird dabei aber ohne diakritische Punkte geschrieben.

## Schreibung

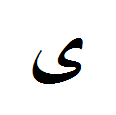
Yā' ohne Punkte

In einigen arabischen Ländern werden die diakritischen Punkte des Yā' oft weggelassen. Dadurch kann es jedoch zu Verwechslungen mit dem Alif maqsūra kommen.
Im Persischen und vielen von der persischen Variante des arabischen Alphabets abgeleiteten Schriftsystemen wird Yā' regelhaft ohne Punkte geschrieben (ی). Unter anderem im uighurischen Alphabet und in der paschtunischen Schrift unterscheiden sich diese beiden Varianten lautlich. Außerdem kennen einige arabische Alphabete weitere Varianten des Yā'.

## Yā' in Unicode
| Unicode Codepoint | U+064A            |
| Unicode-Name      | ARABIC LETTER YEH |
| HTML              | &#1610;           |
| ISO 8859-6        | 0xea              |

Wenn Yā' am Ende stets ohne Punkte geschrieben werden soll, ist folgender Code zu verwenden:
| Unicode Codepoint | U+06CC                    |
| Unicode-Name      | ARABIC LETTER PERSIAN YEH |
| HTML              | &#1740;                   |
| ISO 8859-6        | nicht vorhanden           |